# Жиних
«Жини́х» (эрратив от ‛жених’) — советский короткометражный чёрно-белый фильм 1960 года, курсовая работа режиссёра Элема Климова. Комедийный фильм без слов с намеренной орфографической ошибкой в названии удостоен премии на кинофестивале студенческих фильмов ВГИКа.

## История
Элем Климов так вспоминал о создании фильма:
С детьми сама судьба меня свела. В конце второго курса во ВГИКе надо было сделать короткометражку: немой этюд — сочинить органичную ситуацию без слов. Так и возник восьмиминутный «Жиних». Идёт контрольная по арифметике в четвёртом классе. Учительница читает «Ромео и Джульетту». А мальчик и девочка за партой переживают свою историю любви. Музыку нам преподавал Микаэл Таривердиев. Увидев готовый материал, он сразу предложил озвучить сюжет темой из прокофьевского балета «Ромео и Джульетта». Всем было ясно: не пропустят. Но Таривердиев обещал пробить. И пробил…

## Сюжет
Идёт контрольная работа по математике с двумя вариантами. За одной из парт сидят мальчик и девочка, у мальчика на спине сосед сзади пишет мелом: «ЖИНИХ». Девочка мучается и никак не может приступить к решению задач. Мальчик, явно симпатизирующий ей, хочет помочь и просит соседа-отличника спереди дать списать тот вариант контрольной, который нужен его соседке. Однако отличник, видя, что герой старается для девочки, демонстративно загораживает свою тетрадку.
Наконец, герой достаёт из портфеля своё сокровище, компас, и предлагает его отличнику. Тот даёт списать решение, мальчик списывает его, а девочка переписывает к себе в тетрадь. Урок кончается, все по очереди сдают работы, в том числе и девочка. Последним в классе остаётся главный герой, который так и не решил своё собственное задание…
Учительница во время контрольной читает пьесу Шекспира «Ромео и Джульетта», причём картинки в книге перекликаются с событиями, происходящими за партой героев.